# Irina-Camelia Begu
Irina-Camelia Begu (Bucarest, Romania, 26 d'agost de 1990) és una tennista professional romanesa. En la seva carrera ha aconseguit quatre títols en individual i nou en dobles. La seva millor posició en ambdós rànquings va ser la 22a, aconseguides l'any 2016 en categoria individual i el 2018 en dobles.

## Biografia
Filla de Paul i Steluta Begu, té un germà més gran anomenat Andrei. Va començar a jugar a tennis amb menys de quatre anys a causa de la seva tia Aurelia Gheorghe, que havia estat tennista.

## Palmarès

### Individual: 10 (6−4)
| 2009 − 2020             | Després de 2021 |
| ----------------------- | --------------- |
| Grand Slam (0−0)        |                 |
| WTA Finals (0−0)        |                 |
| Premier Mandatory (0−0) | WTA 1000 (0−0)  |
| Premier 5 (0−0)         | WTA 1000 (0−0)  |
| Premier (0−1)           | WTA 500 (0−0)   |
| International (4−2)     | WTA 250 (2−1)   |

| Títols per superfície |
| --------------------- |
| Dura (3−2)            |
| Gespa (0−0)           |
| Terra batuda (3−2)    |

| Resultat   | Núm. | Data                   | Torneig                 | Superfície   | Oponent               | Marcador      |
| ---------- | ---- | ---------------------- | ----------------------- | ------------ | --------------------- | ------------- |
| Finalista  | 1.   | 10 d'abril de 2011     | Marbella, Espanya       | Terra batuda | Viktória Azàrenka     | 3−6, 2−6      |
| Finalista  | 2.   | 10 de juliol de 2011   | Budapest, Hongria       | Terra batuda | Roberta Vinci         | 4−6, 6−1, 4−6 |
| Guanyadora | 1.   | 15 de setembre de 2012 | Taixkent, Uzbekistan    | Dura         | Donna Vekić           | 6−4, 6−4      |
| Finalista  | 3.   | 19 d'octubre de 2014   | Moscou, Rússia          | Dura (i)     | A. Pavliutxénkova     | 4−6, 7−5, 1−6 |
| Guanyadora | 2.   | 27 de setembre de 2015 | Seül, Corea del Sud     | Dura         | Aliaksandra Sasnovich | 6−3, 6−1      |
| Guanyadora | 3.   | 5 d'agost de 2016      | Florianópolis, Brasil   | Dura         | Tímea Babos           | 2−6, 6−4, 6−3 |
| Guanyadora | 4.   | 23 de juliol de 2017   | Bucarest, Romania       | Terra batuda | Julia Görges          | 6−3, 7−5      |
| Finalista  | 4.   | 28 d'agost de 2021     | Cleveland, Estats Units | Dura         | Anett Kontaveit       | 6−7(5), 4−6   |
| Guanyadora | 5.   | 24 de juliol de 2022   | Palerm, Itàlia          | Terra batuda | Lucia Bronzetti       | 6−2, 6−2      |
| Guanyadora | 6.   | 20 de juliol de 2025   | Iași, Romania           | Terra batuda | Jil Teichmann         | 6−0, 7−5      |

### Dobles femenins: 16 (9−7)
| Llegenda                                  |
| ----------------------------------------- |
| Grand Slam (0−0)                          |
| WTA Tour Championships / WTA Finals (0−0) |
| Premier Mandatory (0−0)                   |
| Premier 5 (0−1)                           |
| Premier (0−2)                             |
| International (9−4)                       |

| Títols per superfície |
| --------------------- |
| Dura (5−4)            |
| Gespa (1−1)           |
| Terra batuda (3−2)    |

| Resultat   | Núm. | Data                   | Torneig                         | Superfície   | Parella                 | Oponents                                  | Marcador               |
| ---------- | ---- | ---------------------- | ------------------------------- | ------------ | ----------------------- | ----------------------------------------- | ---------------------- |
| Guanyadora | 1.   | 14 de gener de 2012    | Hobart, Austràlia               | Dura         | Monica Niculescu        | Chuang Chia-jung Marina Erakovic          | 6−7(4), 7−6(4), [10−5] |
| Finalista  | 1.   | 28 d'abril de 2012     | Fes, Marroc                     | Terra batuda | Alexandra Cadanţu       | Petra Cetkovská Alexandra Panova          | 6−3, 6−7(5), [9−11]    |
| Finalista  | 2.   | 21 d'octubre de 2012   | Luxemburg, Luxemburg            | Dura (i)     | Monica Niculescu        | Andrea Hlaváčková Lucie Hradecká          | 3−6, 4−6               |
| Guanyadora | 2.   | 21 de juny de 2013     | 's-Hertogenbosch, Països Baixos | Gespa        | Anabel Medina Garrigues | Dominika Cibulková Arantxa Parra Santonja | 4−6, 7−6(3), [11−9]    |
| Guanyadora | 3.   | 23 de febrer de 2014   | Rio de Janeiro, Brasil          | Terra batuda | María Irigoyen          | Johanna Larsson Chanelle Scheepers        | 6−2, 6−0               |
| Guanyadora | 4.   | 21 de setembre de 2014 | Seül, Corea del Sud             | Dura         | Lara Arruabarrena       | Mona Barthel Mandy Minella                | 6−3, 6−3               |
| Finalista  | 3.   | 21 de febrer de 2015   | Rio de Janeiro                  | Terra batuda | María Irigoyen          | Ysaline Bonaventure Rebecca Peterson      | 3−0, retirada          |
| Finalista  | 4.   | 3 d'octubre de 2015    | Wuhan, Xina                     | Dura         | Monica Niculescu        | Martina Hingis Sania Mirza                | 2−6, 3−6               |
| Finalista  | 5.   | 23 d'octubre de 2015   | Moscou, Rússia                  | Dura (i)     | Monica Niculescu        | Dària Kassàtkina Ielena Vesninà           | 3−6, 7−6(7), [5−10]    |
| Guanyadora | 5.   | 23 de juliol de 2017   | Bucarest, Romania               | Terra batuda | Raluca Olaru            | Elise Mertens Demi Schuurs                | 6−3, 6−3               |
| Guanyadora | 6.   | 15 d'octubre de 2017   | Tientsin, Xina                  | Dura         | Sara Errani             | Dalila Jakupović Nina Stojanović          | 6−4, 6−3               |
| Guanyadora | 7.   | 7 de gener de 2018     | Shenzhen, Xina                  | Dura         | Simona Halep            | Kateřina Siniaková Barbora Krejčíková     | 1−6, 6−1, [10−8]       |
| Finalista  | 6.   | 30 de juny de 2018     | Eastbourne, Regne Unit          | Gespa        | Mihaela Buzărnescu      | Gabriela Dabrowski Xu Yifan               | 3−6, 5−7               |
| Guanyadora | 8.   | 22 de juliol de 2018   | Bucarest (2)                    | Terra batuda | Andreea Mitu            | Danka Kovinić Marina Zanevska             | 6−3, 6−4               |
| Finalista  | 7.   | 29 de setembre de 2018 | Taixkent, Uzbekistan            | Dura         | Raluca Olaru            | Olga Danilović Tamara Zidanšek            | 5−7, 3−6               |
| Guanyadora | 9.   | 3 de febrer de 2019    | Hua Hin, Tailàndia              | Dura         | Monica Niculescu        | Anna Blinkova Wang Yafan                  | 2−6, 6−1, [12−10]      |

## Trajectòria

### Individual
| Torneig | 2009        | 2010        | 2011        | 2012  | 2013        | 2014        | 2015        | 2016  | 2017        | 2018        | 2019        | 2020        | 2021  | 2022 | 2023 | 2024 | Títols    | V – D     |
| --- | ----------- | ----------- | ----------- | ----- | ----------- | ----------- | ----------- | ----- | ----------- | ----------- | ----------- | ----------- | ----- | ---- | ---- | ---- | --------- | --------- |
| Open d'Austràlia | A           | A           | Q3          | 1R    | 2R          | 1R          | 4R          | 1R    | 2R          | 2R          | 2R          | 1R          | 1R    | 2R   | 2R   |      | 0 / 12    | 9 – 12    |
| Roland Garros | Q3          | A           | 2R          | 2R    | 1R          | Q3          | 3R          | 4R    | 1R          | 3R          | 3R          | 2R          | 1R    | 4R   | 3R   | 3R   | 0 / 13    | 19 – 13   |
| Wimbledon | Q2          | Q1          | 1R          | 1R    | 1R          | 2R          | 3R          | 1R    | 2R          | 1R          | Q2          | NC          | 3R    | 3R   | 2R   |      | 0 / 11    | 9 – 11    |
| US Open | Q1          | A           | 1R          | 2R    | 1R          | 2R          | 1R          | 1R    | 1R          | 2R          | Q2          | 1R          | 1R    | 2R   | 1R   |      | 0 / 12    | 4 – 12    |
| Jocs Olímpics | No celebrat | No celebrat | No celebrat | 1R    | No celebrat | No celebrat | No celebrat | 1R    | No celebrat | No celebrat | No celebrat | No celebrat | A     | NC   | NC   |      | 0 / 2     | 0 – 2     |
| Total Victòries–Derrotes | 0−1         | 0−1         | 16−11       | 22−19 | 10−17       | 14−15       | 29−22       | 25−21 | 20−23       | 22−25       | 11−16       | 5−8         | 17−15 |      |      |      | 194 – 196 | 194 – 196 |
| Rànquing a final d'any | 230         | 214         | 40          | 52    | 124         | 42          | 31          | 29    | 43          | 66          | 99          | 76          |       |      |      |      |           |           |
| Llegenda: G: Guanyadora; F: Finalista; SF: Semifinalista; QF: Quarts de final; Q: Qualificació; A: Absent; RR: Round Robin; |             |             |             |       |             |             |             |       |             |             |             |             |       |      |      |      |           |           |

### Dobles femenins
| Open d'Austràlia | A  | QF | 3R          | 1R          | 2R          | 1R  | 1R          | SF          | 2R          | 1R          | 1R | 1R | 1R |  | 0 / 12 | 11 – 12 |
| Roland Garros | A  | 1R | 2R          | 3R          | 2R          | A   | QF          | 2R          | 1R          | 1R          | SF | 2R | 1R |  | 0 / 11 | 13 – 11 |
| Wimbledon | 1R | 2R | 1R          | 1R          | 2R          | 1R  | A           | QF          | 3R          | NC          | A  | 1R | 2R |  | 0 / 10 | 8 – 10  |
| US Open | 2R | 1R | 1R          | 1R          | 3R          | 1R  | 1R          | 2R          | A           | A           | 2R | 1R | 1R |  | 0 / 11 | 5 – 11  |
| Jocs Olímpics | NC | A  | No celebrat | No celebrat | No celebrat | 1R  | No celebrat | No celebrat | No celebrat | No celebrat | A  | NC | NC |  | 0 / 1  | 0 – 1   |
| Rànquing a final d'any | 62 | 37 | 69          | 56          | 30          | 168 | 38          | 23          | 73          | 123         | 63 |    |    |  |        |         |
| Llegenda: G: Guanyadora; F: Finalista; SF: Semifinalista; QF: Quarts de final; Q: Qualificació; A: Absent; RR: Round Robin; |    |    |             |             |             |     |             |             |             |             |    |    |    |  |        |         |

## Guardons
- WTA Newcomer of the Year (2011)